# 瓦尔默罗德附近岑豪森
瓦尔默罗德附近岑豪森是德国莱茵兰-普法尔茨州的一个市镇。总面积1.57平方公里，总人口192人，其中男性94人，女性98人（2011年12月31日），人口密度122人/平方公里。